# Welsh rarebit
Il welsh, chiamato anche welsh rabbit o welsh rarebit, è un piatto originario del Galles a base di formaggio cheddar fuso (originariamente si usava il formaggio del Cheshire, ormai difficile da trovare). È tradizionalmente servito su una grossa fetta di pane grigliato e poi messo dentro il forno. Oltre che nel Galles e in Inghilterra, il welsh viene anche servito nelle brasserie del Nord-Pas-de-Calais in Francia.

## Ricetta
Nella ricetta originale, si versa della birra scura dentro una scodella, e la si porta fino all'ebollizione. Ci si fa poi fondere del formaggio cheddar, aggiungendoci eventualmente un cucchiaio di senape. Si dispone poi una fetta di pancarré precedentemente grigliata e ricoperta di prosciutto dentro un piccolo piatto. Si ricopre il tutto con il composto fuso cheddar/birra/mostarda. Il piatto è dunque inserito dentro una griglia elettrica e messo a gratinare per cinque minuti fino a fargli prendere un bel colore dorato.
Esistono molte varianti della ricetta del welsh, in cui degli ingredienti (come la birra e il prosciutto) non compaiono. In altre ricette si aggiungono degli ingredienti supplementari (come besciamella o bacon).

## Etimologia
Il nome di Welsh rabbit era in origine un modo di designare questo piatto come un sostituto di bassa qualità della carne di coniglio. In effetti, nel XVII e XVIII secolo era usuale designare come gallesi (welsh) le contraffazioni, i surrogati ed altri prodotti di qualità inferiore all'originale. Il nome è rimasto, talvolta storpiato in Welsh rarebit. Nel Galles il piatto viene chiamato caws-wedi-pobi (che significa « formaggio cotto »).